# Diecéze Clogher
Diecéze Clogher (latinsky Dioecesis Clogheriensis) je římskokatolická diecéze v Irsku, která je sufragánní vůči arcidiecézi armaghské. Katedrálou je kostel sv. Mac Cairthinda v Monaghanu, který je dnešním sídlem diecéze. Teritorium diecéze se nachází částečně v Irské republice (Hrabství Monaghan) a částečně v Severním Irsku (Hrabství Fermanagh a části hrabství Tyrone a Donegal.

## Historie
Diecéze byla založena svatým Patrikem, který roku 454 jmenoval prvním clogherským biskupem sv. Mac Cairthinda. V době protestantismu se linie biskupů zdvojila: existují i clogherští biskupové anglikánské Irské církve. Protestanté také obsadili původní katedrálu sv. Mac Cairthinda v Clogheru, a proto bylo sídlo diecéze v polovině 19. století přeneseno do Monaghanu, kde byla postavena nová katedrála zasvěcená tomuto světci, vysvěcená roku 1892.